# Semiose
Met semiose (Engels: semiosis, van het Griekse σημείωσις, sēmeíōsis, afgeleid van σημειῶ, "markeren") wordt elk proces waarbij tekens worden gevormd op grond waarvan een bepaalde betekenis en een onderlinge relatie tussen taal en teken een rol spelen bedoeld. De term werd bedacht door Charles Peirce, als onderdeel van zijn theorie over tekenrelaties die beter bekend is geworden als de semiotiek.

## Werking
Het basisidee is dat de menselijke taal wordt gekoppeld aan andere, zowel menselijke als niet-menselijke tekensystemen. Semiose vindt ook plaats binnen andere levensvormen, waarbij informatie altijd op een bepaalde manier is gecodeerd. Bekende voorbeelden zijn de onderlinge interacties tussen planten, insecten en veel andere dieren.
Men is het er tegenwoordig niet over eens welke relatie de "gewone" taal heeft tot andere systemen die op hetzelfde teken/betekenisprincipe zijn gebaseerd; volgens sommigen is taal niet het "semiotische prototype", maar slechts een van de vele semiotische codes die samen deel uitmaken van een nog groter systeem.

## Afbakening
De term semiose wordt vooral gebruikt binnen de logica, terwijl de semiologie zich meer beperkt tot de taalkunde. Semiologie is als discipline hoofdzakelijk door Ferdinand de Saussure ontwikkeld. Het begrip werd later verbreed door de Argentijnse semioloog Eliseo Verón, die in zijn werk La Semiosis Social (1987) meer een sociale component in de semiose betrok. Mede op grond hiervan werd een nieuwe discipline ontwikkeld, de sociosemiotiek.